# 説経祭文
説経祭文（せっきょうざいもん、せっきょうさいもん）は、江戸時代中期、起源の異なる中世以来の芸能である説経節と祭文語りの双方が結びついて生まれた門付芸・大道芸である。

## 説経節と祭文

### 説経節

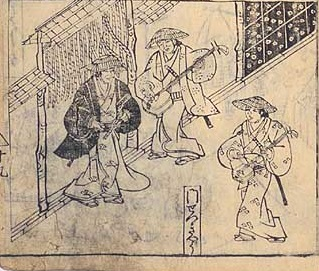
『人倫訓蒙図彙』（元禄3年（1690年））にみえる門説経
----
ささら、胡弓、三味線の3人組による門付芸として描かれている。

説経節（せっきょうぶし）は、日本の中世に興起し、中世末から近世にかけてさかんに行われた語りもの芸能で、仏教の唱導（説教）から唱導師が専門化され、声明（梵唄）から派生した和讃や講式などを取り入れて、平曲の影響を受けて成立した民衆芸能である。
イエズス会宣教師のジョアン・ロドリゲスが編んだ辞書『日本大文典』（1604年-1608年）に「七乞食」（日本で最も下賤な者共として軽蔑されてゐるものの七種類）のひとつとしてSasara xecquió （「ささら説経」）を挙げ、それを「喜捨を乞ふために感動させる事をうたふものの一種」と説明しており、ささらを伴奏にして語られる説経節が乞食芸であったこと、そして、乞食のなかでも最下層のものと見なされていたことがわかる。
おもな演目は「苅萱」「俊徳丸（しんとく丸）」「小栗判官」「山椒大夫」「梵天国」「愛護若」「信田妻（葛の葉）」「梅若」「法蔵比丘（阿弥陀之本地）」「五翠殿（熊野之御本地）」「松浦長者」などであり、主人公の苛烈な運命と復讐、転生などをモチーフに中世下層民衆の情念あふれる世界を描いている。
古説経（初期の説経節）のテキストにおける節譜として、「コトバ（詞）」「フシ（節）」「クドキ（口説）」「フシクドキ」「ツメ（詰）」「フシツメ」の6種が確認されている。説経節は基本的に「コトバ」「フシ」を交互に語ることで物語を進行させていったものと考えられるが、「コトバ」は日常会話に比較的近い言葉であっさりとした語り、「フシ」は説経独特の節回しで情緒的に、歌うように語ったものと考えられる。これに対し、「クドキ」は沈んだ調子で哀切の感情を込めて語り、「フシクドキ」はそれに節を付けたものと考えられ、節譜への登場はわずかであるが、そこでは「いたはしや」「あらいたはしや」の語が語られるのを大きな特徴としていた。

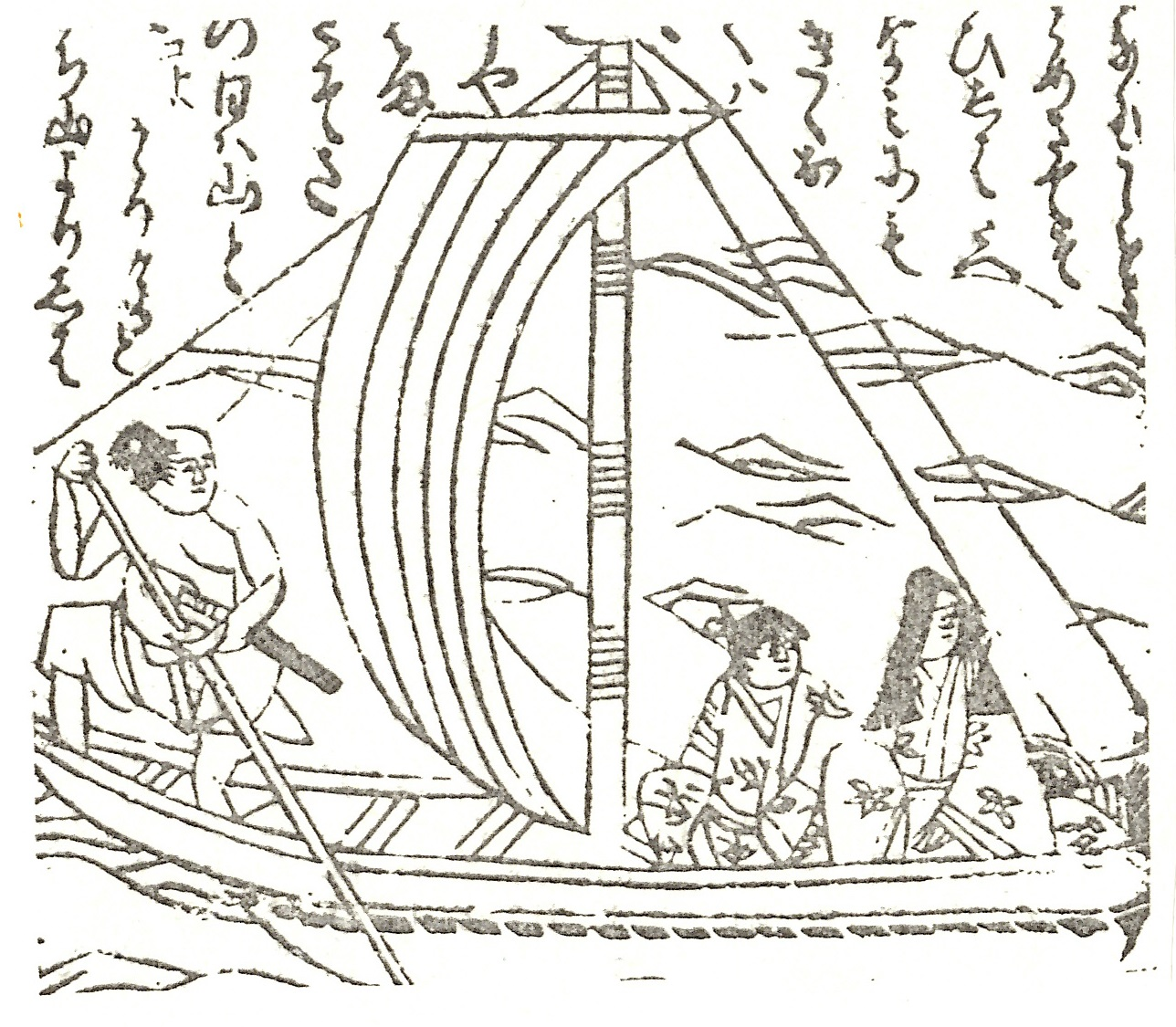
説経与七郎正本『さんせう太夫』（寛永16年頃）
----
人買いによって船で丹後に運ばれる安寿姫と厨子王丸。

近世に入って、三味線の伴奏を得て洗練される一方、操り人形と提携して小屋掛けで演じられ、庶民の人気を博し、万治（1658年-1660年）から寛文（1661年-1672年）にかけて、江戸ではさらに元禄5年（1692年）頃までがその最盛期であった。義太夫節に押されて早々と廃れてしまった上方に対し、江戸は三都のなかで最も説経節がさかんで、元禄年間には天満重太夫、武蔵権太夫、吾妻新四郎、江戸孫四郎、結城孫三郎らが櫓をかかげて説経座を営んだほか、説経太夫としては村山金太夫や大坂七郎太夫があらわれた。
しかし、18世紀初頭をすぎると江戸においても説経節による人形操りは衰退し、享保年間（1716年-1736年）にあらわれた2世石見掾藤原守重あたりを最後に江戸市中の説経座は姿を消してしまい、再び、大道芸・門付芸となった。その時点で古い説経節のスタイルは消え、構成も詞章も浄瑠璃の影響の強い説経浄瑠璃のかたちになっていた。

### 祭文

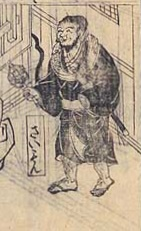
『人倫訓蒙図彙』（1690）より「祭文」挿図
----
山伏による祭文語り

仏教に起源をもつ説経節に対し、祭文は神道に主たる起源を有し、本来は祭りのときなどに神祇に対して祈願や祝詞（のりと）として用いられる願文であったが、神仏習合の進行著しい中世にあっては山伏修験者に受け継がれることとなった。修験者による祭文はやがて仏教の声明の影響を強く受け、錫杖や法螺貝を伴奏として歌謡化し、さらに修験の旅にともない日本列島各地に広がった。山伏は神事祈祷に際し祭文をよみあげ、神おろしや神の恩寵を願ったのである。祭文はさらに巫女など下級宗教者や声聞師など門付芸人の手にもわたって、その勧進活動・芸能活動にともない各地に伝播し、地方の文芸や娯楽に寄与し、さらに農村の宗教行事と結びついて、悪霊退散の呪詞などとして定着した。

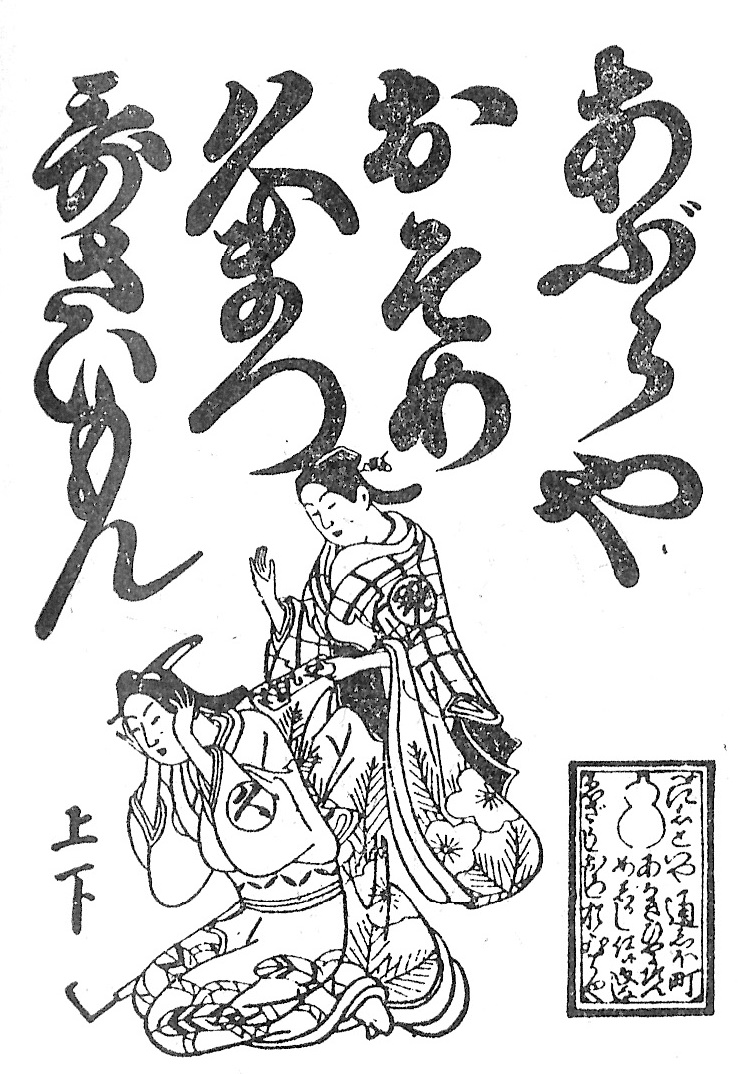
歌祭文の唄本「油屋お染久松」

江戸時代に入ると、祭文は説経節同様に三味線などと結びついて歌謡化し、これを「歌祭文」もしくは「祭文節」と称した。歌祭文（祭文節）は、元禄以降、「八百屋お七恋路の歌祭文」「お染久松藪入心中祭文」などといった演目があらわれ、世俗の恋愛や心中事件、あるいは下世話なニュースなども取り入れ、一種のクドキ調に詠みこむようになった。歌祭文ではまた、余興として「町づくし」「橋づくし」などの物尽しも語った。
歌祭文に対し、錫杖と法螺貝のみを用いた「デロレン祭文」（貝祭文）は、同様に世俗的な演目を扱いながらも語りもの的要素の強い芸能であった。このような祭文の隆盛により、祭文語りを専業とする芸人もあらわれた。そのほか、下層民と結びついて余命を保った本流の門付祭文があった。

## 説経祭文の登場
江戸では元禄以降、説経節が浄瑠璃に吸収されるかたちで衰退していったが、寛政（1789年-1801年）の頃、小松大けう・三輪の大けうという山伏によって説経が語り伝えられ、祭文と説経節とを結びつけた説経祭文が始まった。また、享和（1801年-1804年）年間には、本所の米穀店の米千なる人物が按摩（盲人）の工夫した三味線を用いて説経芝居を再興させている。
説経祭文で語られる演目には、歌祭文同様、「賽の河原」「胎内さがし」「八百屋お七（お七吉三郎）」「お染久松」「お初徳兵衛」「小三金五郎」「お千代半兵衛」「お夏清十郎」「おしゅん伝兵衛」などの世俗的な作品があり、そのほか「俊徳丸」「愛護若」「苅萱」「小栗判官」などのように中世以来の説経節の演目もあった。もとより、野外芸能に回帰した説経祭文は、門や辻での芸能であることから、通常は段物の一段やサワリ部分だけを語るものであり、説経節がかつてもっていた宗教性は失われ、いちじるしく世俗化していった。
やがて説経祭文の系統から薩摩若太夫が出たものの、再興された説経芝居は衰えてしまった。ただし、その流れはわずかに伝えられて、明治時代に入って若松若太夫があらわれている。薩摩若太夫の流れを薩摩派、若松若太夫の流れを若松派といい、両者を「改良説経節」と呼ぶことがあるが、ともに座はもたなかった。
説経祭文の演じ手は、くずれ山伏や瞽女が多かった。瞽女はまた、北陸地方の盆踊歌であった松坂節と歌祭文が結びついて生まれた「祭文松坂」と総称される楽曲を演じることも多かった。
なお、説経祭文が座敷芸化したものとして、幕末期の名古屋の「説経源氏節」（または単に「源氏節」）がある。これは、新内節の岡本美根太夫が説経祭文と新内節とを融合させて新曲を創始したものである。

## ちょんがれと説経祭文
ちょんがれは、祭文とりわけ歌祭文に起源が求められ、錫杖や鈴などを鳴らして拍子をとり、半分踊りながら卑俗な文句を早口で歌う大道芸・門付芸で、江戸後期の大坂を発祥とする。上述のとおり、祭文は現在のニュースのようにタイムリーな話題、とりわけ恋愛や心中といった話題を聴衆におもしろく聴かせたが、その読み口のテンポを速め、クドキ調で歌ったものが「ちょんがれ」「ちょぼくれ」「あほだら経」であった。ちょんがれは、のちの浮かれ節や浪曲（浪花節）につながる芸能であり、浪曲は、説経節と祭文の双方から強い影響を受けた語りものとして幕末期に大成された。
ちょんがれが日本の歌謡史において果たしたもう一つの役割としては、説経祭文を民衆のうたいやすいクドキ形式に変化させたことが挙げられる。クドキは民衆による物語歌謡（エピックソング）を可能にし、近畿地方の「江州音頭」や「河内音頭」、関東地方の「八木節」「小念仏」（飴屋節）「万作節」、東北地方の「安珍念仏」「津軽じょんから節」などクドキの民謡を多数生んだ。その意味で、ちょんがれは従来専門家によってになわれていた説経祭文を民謡へと変えていく大きな媒介となり、民衆自身が歌う歌謡を創出する役割をになったのである。